# Manuel Viegas Carrascalão
Manuel Viegas Carrascalão (24 de outubro de 1901 - 24 de outubro de 1977) foi um anarquista português que viveu grande parte da vida em Timor.

## Biografia
Manoel era filho de Manuel Viegas Carrascalão e Maria Faustina Cavaco.
Aos doze anos tornou-se aprendiz na oficina de composição de Manuel Fagundes de Almeida. O jornal semanal local Ecos do Sul foi criado em São Brás de Alportel. Manuel Fagundes foi preso mais tarde por razões políticas, o jornal teve que fechar em 20 de novembro de 1913. Carrascalão mudou-se para um tipógrafo em Lisboa e tornou-se jornalista e sindicalista. Como resultado, ele entrou em conflito com a ditadura portuguesa do Estado Novo. Em 1920 e 1922, ele foi preso por atentados. Em dezembro de 1924, Carrascalão ficou sob pressão da Confederação Geral do Trabalho (CGT), da Federação das Juventudes Sindicalistas (FJS) e dos Sindicatos Junto ao Poder.
Em 1925, Carrascalão tornou-se secretário-geral do FJS, o sindicalista anarquista, e participou de um comício da CGT em Portimão em janeiro. Ele foi um dos participantes mais ativos da primeira conferência de jovens em Lisboa, de 22 a 30 de março de 1925, organizada pelo FJS. Em abril, houve uma disputa com o vice-secretário do FJS. Manuel Augusto Vasconcelos Silveira renunciou ao cargo alegando não gostar da atitude de Carrascalão, que causou poder coletivo e decidiu tudo por conta própria. Em 1º de maio, Carrascalão participou das ações da CGT em 1º de maio em Setúbal, mas foi preso novamente no mesmo ano  acusado de pertencer à Legião Vermelha. Foi encarcerado no Forte de Monsanto, em Benfica. Foi uma retaliação do governo após o assassinato de Ferreira do Amaral, comandante da polícia civil em Lisboa, em 15 de maio. Em setembro de 1926, um tribunal militar condenou Carrascalão a seis anos no exílio como membro da Legião Vermelha. O Supremo Tribunal de Justiça confirmou a sentença em dezembro.
Em 14 de abril de 1927, Carrascalão foi deportado para Timor Português com 63 outros condenados a bordo do Pêro de Alenquer. A viagem levou-os a Cabo Verde, Guiné Portuguesa (onde alguns prisioneiros desembarcaram) e Moçambique. Após sua chegada a Timor em 25 de setembro de 1927, Carrascalão foi preso na prisão de Aipelo, mas foi libertado em 1928 devido a uma boa liderança. No exílio, ele passaria em Venilale, onde ensinou português e ganhou a vida como carpinteiro e pedreiro. Aqui conheceu a jovem timorense Marcelina Guterres e casou-se com ela, considerada imprópria pelos mestres coloniais portugueses. Há 14 filhos do casamento.
Logo após sua chegada a Timor em 1931, o deportado Arnaldo Simões Januário fundou a Aliança Libertária de Timor (ALT), que tinha ligações com a Federação Anarquista Ibérica (FAI) e publicou um jornal anarquista. Carrascalão participou do movimento e, portanto, foi preso em novembro de 1933 e deportado para a ilha de Ataúro, em Timor, com sua família e outros suspeitos. Manuel Carrascalão, teve o seu terceiro filho, no mesmo ano. Seu irmão Mário nasceu como o quinto filho na ilha de Timor em Uai-Tali-Bu'u. Logo depois, o pai começou a trabalhar na fazenda estadual Granja Eduardo Marques, em Suco Leotala, perto de Liquiçá. Em 1941, ele se estabeleceu como capataz.
Em 1942, os japoneses ocuparam Timor português. Em vez de fugir, Carrascalão voltou-se contra os ocupantes. No início deste ano, ele foi preso pelos japoneses, juntamente com o sargento Mortágua, o administrador local, e o missionário Padre Madeira. Carrascalão só se libertou quatro dias depois. Em 30 de janeiro de 1943, era membro da coluna de voluntários sob o comando do tenente "Liberato". Carrascalão foi novamente capturado pelos japoneses e detido por dois anos no campo de concentração, onde o restante da população civil portuguesa também passou a ocupação. 
O Japão se rendeu em agosto de 1945. Portugal recuperou o controle de sua colónia no final de setembro. Carrascalão foi reabilitado e ele e sua família foram autorizados a retornar a Portugal a bordo do navio em Angola com o governador Manuel de Abreu Ferreira de Carvalho e outros 160 portugueses. Em 15 de fevereiro de 1946, Angola chegou a Lisboa. Seguiu-se uma recepção com o ditador Salazar, que, no entanto, desejou que Carrascalão retornasse a Timor. Carrascalão recebeu a Granja Eduardo Marques como presente, que reestruturou e renomeou a Fazenda Algarve. Carrascalão também comprou a fazenda Quinta do Anjo e transferiu-a para a sua esposa, para que ela fosse economicamente independente.
A Fazenda Algarve, com 386 hectares, ainda é de propriedade familiar. Aqui Carrascalão cultivava café, borracha e chá como grande proprietário de terras. Tornou-se um membro respeitado da colónia. Carrascalão fundou a Associação Comercial, Agrícola e Industrial de Timor (ACAIT) em 1953.
Em 1975, Carrascalão teve que ir a Portugal para tratamento médico pois tinha um cancro de pulmão. A Revolução dos Cravos havia derrubado a ditadura, Timor-Leste estava se preparando para a independência. Os filhos de Carrascalão Manuel, Mário e João fundaram a União Democrática Timorense (UDT), que competia com a Fretilin pela liderança política. A UDT tentou tomar o poder no golpe de estado, mas foi derrotada na curta guerra civil com a Fretilin. Os três irmãos tiveram que fugir para Timor Ocidental indonésio. Em 28 de novembro, a Fretilin proclamou unilateralmente a independência de Timor-Leste. Em 7 de dezembro, a Indonésia iniciou a invasão aberta de Timor-Leste, citando um suposto pedido de ajuda da UDT.
Manuel Viegas Carrascalão morreu na Rua Monte Olivete, n.º 15, 2.º Dto. em Lisboa, em 24 de outubro de 1977.

## Os filhos de Manuel Viegas Carrascalão e Marcelina Guterres
- Dora Guterres Viegas Carrascalão (* 1929 em Uai-Tali-Bu'u)
- Maria Guterres Viegas Carrascalão (* 1930 em Manufahi)
- Manuel Guterres Viegas Carrascalão (* 1932 Mariaem Ataúro, † 2009), deputado de Timor português na Assembleia Nacional, 1973-1974, e ex-Presidente do Conselho Nacional de Timor-Leste.
- Maria Ermelinda Guterres Viegas Carrascalão (1934 em Quelicai)
- Mário Guterres Viegas Carrascalão (* 1937 em Uai-Tali-Bu'u; † 2017), ex-governador da Indonésia, 1983-1993, e ex-vice-primeiro-ministro de Timor-Leste,
- Artur Eduardo Guterres Viegas Carrascalão, vive em Brisbane, na Austrália
- Maria Alice Guterres Viegas Carrascalão
- José Guterres Viegas Carrascalão
- Filha (não chegou a receber nome, morreu no nasmento
- João Guterres Viegas Carrascalão (* 1945 na Fazenda Algarve; † 2012), Presidente da UDT, Ministro e Embaixador
- Francisco  Manuel Guterres Viegas Carrascalão 1947
- Gabriela Guterres Viegas Carrascalão ( 1949, Jornalista, produtora executiva na SBS/Melbourne, Head of Television UNTAET/UNMISET/UN TVTL-Timor-leste)
- Maria Ângela Guterres Viegas Carrascalão (* 1951, chefe de gabinete e assessora executiva do Secretário de Estado da Defesa do IV governo constitucional timorense entre 2008 e 2010, e ministra da Justiça do VII governo constitucional timorense, entre 12 de outubro de 2017 e 22 de junho de 2018).
- Natália Guterres Viegas Carrascalão Antunes (* 1952 na Fazenda Algarve- a mais nove dos 14 irmãos), política portuguesa pertencente ao Partido Social Democrático e diplomata timorense,